# Sol mineur

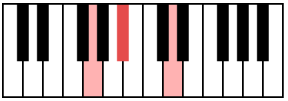
L'accord parfait de sol mineur se compose des notes suivantes : sol, si♭, ré.

La tonalité de sol mineur se développe en partant de la note tonique sol. Elle est appelée G minor en anglais et g-Moll dans l'Europe centrale.
L'armure coïncide avec celle de la tonalité relative si bémol majeur. Anciennement, à l'époque baroque, on retrouvait souvent l'armature de sol mineur avec un seul bémol.[réf. nécessaire]

## Modes

### mineur naturel
L’échelle de sol mineur naturel est : sol, la, si♭, do, ré, mi♭, fa, sol.
- tonique : sol
- médiante : si♭
- dominante : ré
- sensible : fa

Altérations : si♭, mi♭.

### mineur harmonique
L’échelle de sol mineur harmonique est : sol, la, si♭, do, ré, mi♭, fa♯, sol.
- tonique : sol
- médiante : si♭
- dominante : ré
- sensible : fa♯

Altérations : si♭, mi♭ et fa♯ (accidentel).

### mineur mélodique
- gamme descendante : sol, fa, mi♭, ré, do, si♭, la, sol.

## Compositions célèbres en sol mineur
- Petite Fugue en sol mineur de Jean-Sébastien Bach
- Ballade no 1 de Chopin
- L’Été de Vivaldi
- Symphonie nº 25 de Mozart
- Symphonie nº 40 de Mozart
- Quintette en sol mineur de Mozart
- Symphonie nº 1 de Tchaïkovski
- Symphonie nº 11 de Chostakovitch
- Adagio en sol mineur (Giazotto)
- Oxygène (album) la plupart des parties I, II, IV, VI
- Prélude no 5 de Rachmaninoff
- Quatuor à cordes de Debussy
- Ya Lil (Al Anisa Farah)